# Kate Moyer
Kate Moyer (* 2. Mai 2008 in Toronto) ist eine kanadische Schauspielerin.

## Leben
Moyer ist vor allem als Darstellerin in Horrorfilmen bekannt. Sie gab ihr Filmdebüt als Kinderdarstellerin in einer kleinen Rolle der Esther in dem 2017 erschienenen Horrorfilm ES, Teil 1. Eine größere Rolle hatte sie 2018 in dem Horrorfilm Our House. 2020 erhielt sie die Hauptrolle in der Stephen-King-Verfilmung Kinder des Zorns, der Neuverfilmung des gleichnamigen Films aus dem Jahr 1984. 2024 ist sie in einer Nebenrolle in dem von Disney veröffentlichten Filmdrama Out of my Mind: Mit Worten kann ich fliegen zu sehen.

## Filmografie
- 2017: ES, Teil 1
- 2018: Our House
- 2018–19: Holly Hobbie (Fernsehserie)
- 2018: A Christmas in Tennessee (Fernsehfilm)
- 2019: The Handmaid’s Tale – Der Report der Magd (Fernsehserie, Gastauftritt)
- 2019: Buffaloed
- 2021: Station Eleven (Fernsehserie, 4 Folgen)
- 2022: Delia’s Gone
- 2023: Kinder des Zorns
- 2023: Reacher (Fernsehserie, 2 Folgen)
- 2024: Out of my Mind: Mit Worten kann ich fliegen